# Fantasia per organo meccanico K 608
La Fantasia in fa minore per organo meccanico K 608 (in tedesco Orgelstück für eine Uhr o Phantasie für eine Orgelwalze) è una composizione del 1791 di Wolfgang Amadeus Mozart.
Commissionata dal conte von Deym per uno strumento dalle limitate capacità espressive, fu edita nel 1799 in una trascrizione per pianoforte a quattro mani di Mederitsch. Appartiene alla produzione più anomala dell'ultimo Mozart, a volte caratterizzata dall'uso di strumenti inconsueti come appunto l'organo meccanico (K 594, K 616) o la glassarmonica (K 356, K 617).

## Storia
La Fantasia è parte di una serie di tre composizioni richieste a Mozart da Joseph von Deym per il proprio museo delle cere, in particolare per la Sala delle tombe riservata ai personaggi illustri contemporanei, dov'era collocata la statua del feldmaresciallo von Laudon, eroe della guerra dei sette anni morto il 14 luglio 1790.
Qui era allestito un mausoleo in stile neoclassico, dedicato al militare defunto e aperto al pubblico, che poteva visitarlo al prezzo di un fiorino per un posto di prima fila, o di trenta kreuzer per uno di seconda. Al centro della scena, illuminata dalle otto di mattina alle dieci di sera, stava l'effigie di von Laudon adagiata in una bara di cristallo e circondata da figure in lutto. Un organo meccanico a orologeria era azionato automaticamente all'ora stabilita, così da riprodurre la musica incisa su un rullo dentato.
Mozart accettò l'incarico per denaro, ma pur avendo intrapreso subito il lavoro lo trascinò svogliatamente, disamorato verso uno strumento che giudicava di scarso pregio, consistente appena «in piccoli zufoli rumorosi, che suonano acuti e a me troppo infantili», com'ebbe a scrivere a Constanze da Francoforte il 3 ottobre 1790. Ciò nonostante completò una prima fantasia (K 594) in dicembre, poi la seconda (K 608) il 3 marzo 1791, e infine un andante (K 616) il 4 maggio seguente.

## Struttura
Brano variamente definito affascinante, funebre, enigmatico, la Fantasia si apre con un Allegro che espone un tema debitore dell'ouverture barocca francese o händeliana, con ritmi puntati e abbellimenti (gruppetti), i quali ultimi tuttavia assumono colore drammatico incastonandosi in un motivo ad accordi dissonanti e a carattere ossessivo. Una fuga a quattro voci conduce alla riproposizione del tema nella lontana tonalità di fa♯ minore (seconda napoletana): una successione armonica di stampo haydniano-beethoveniano, piuttosto rara in Mozart, che tuttavia l'autore abbandona poco dopo per far posto alla relativa della tonalità di partenza (la♭ maggiore) nell'Andante centrale.
Apice della composizione, l'Andante ha struttura circolare con un motivo replicato tre volte e sempre variato in modo elementare e arcaico (barocco), per un verso coerente con lo spirito del brano, per l'altro necessitato dalla natura «meccanica» dello strumento. De Nys vi vede «una delle [pagine] più avvincenti che Mozart abbia immaginato, fusione sorprendente delle forme del Lied, della variazione, del rondò». Il movimento si conclude con una cadenza di trilli che conduce al ritorno dell'Allegro iniziale, con la fuga arricchita di un secondo soggetto e accidentata di cromatismi fino al termine.
Mozart dà vita a un'eccentrica contaminazione stilistica, che si rende evidente nel netto discostarsi dal barocco delle modulazioni, dello stile dell'Andante, della decisa contrapposizione tra i due movimenti, della concezione della coda. Nell'amalgamare gli stili, il maestro salisburghese incontrò probabilmente il limite della durata, condizionata dalle dimensioni del rullo; ma, sia pure in modo inafferrabile, traspare dal brano un'intima coerenza.

## Ricezione
Al lungo i lavori di Mozart per organo meccanico sono stati considerati più che altro una testimonianza di difficoltà economiche del musicista al termine della sua esistenza (così Paumgartner). Tuttavia Einstein esalta la Fantasia K 608 e Hutchings, in riferimento alle sue trascrizioni, la ritiene uno dei due «duetti per pianoforte più potenti, risonanti e originali che Mozart abbia mai trovato». Beethoven dovette averne un'alta opinione, se ne procurò una copia e ne fu influenzato nel suo incontro con il barocco. Né manca chi riconosce il modello di Mozart come quello prevalente nella Fantasia D 940 per pianoforte a quattro mani di Schubert (1828), anch'essa in fa minore. In generale non sono poche le voci che ritengono la composizione ingiustamente sottovalutata, se non proprio un capolavoro.
I limiti dell'organo meccanico non impedirono al compositore di astrarsi dal compito del momento e di concepire un brano adatto, come lui stesso desiderava, a un grande strumento. La composizione è tuttavia estremamente difficile, proprio perché non destinata all'esecuzione da parte di un vero tastierista. Le trascrizioni per pianoforte solo (Clementi) appaiono povere sul piano strumentale, mentre quelle per pianoforte a quattro mani rischiano di suonare monotone. Notevole ma molto originale è invece una trascrizione per due pianoforti di Busoni.